# Hemisquilla ensigera
Hemisquilla ensigera is een bidsprinkhaankreeftensoort uit de familie van de Hemisquillidae. De wetenschappelijke naam van de soort is voor het eerst geldig gepubliceerd in 1832 door Owen.